# Mickey à travers les mondes
Mickey à travers les mondes est une série de bande dessinées publiée entre août 2005 et juin 2008 dans Le journal de Mickey, presque exclusivement dans les numéros doubles de l'été. Elle met en scène Mickey Mouse et Iga Biva dans des aventures interstellaires, que Minnie, depuis son salon, observe sur un écran de télévision. Les auteurs en sont Jean-Marc Lainé et Jérôme Wicky (scénario) et José Antonio González, du studio Comicup (dessin).
Le titre est une référence à Mickey à travers les siècles, feuilleton écrit par Pierre Fallot et paru dans Le journal de Mickey de 1952 à 1968. Si le premier épisode, initialement prévu pour paraître en 12 épisodes de 2 pages, totalise le nombre exceptionnel de 24 pages, la plupart des épisodes sont compris entre 10 et 12 pages, ce qui peut expliquer leur fréquence de parution dans les numéros doubles du Journal de Mickey, à la pagination plus importante.

## Principaux personnages

### Mickey Mouse
Dans le premier épisode de la série, Mickey, alors qu'il passe la soirée d'Halloween en compagnie de son éternelle fiancée Minnie, est avalé par son écran de télévision qui le propulse à des milliers d'années-lumière de la Terre. Là, il retrouve son vieil ami Iga Biva qu'il va aider à vaincre un tyran nommé "L'Impérator", qui a asservi sa planète natale. Après avoir triomphé du méchant au terme de ce premier épisode, nos deux héros, à bord du vaisseau spatial d'Iga, vont prendre le chemin de la terre. Mais à chaque nouvel épisode, une nouvelle épreuve ou un nouveau combat les attend, ce qui allonge considérablement leur voyage de retour! Un thème récurrent de la série est l'impatience que Mickey ressent à retrouver sa fiancée Minnie, dont il est séparé depuis de longs mois par ce périple spatial. Également, Mickey est doté de deux armes originales créées pour la série: le bullonisateur (un pistolet-laser qui transforme momentanément les gens en ballons flottants inoffensifs) et les élasto-gants (une paire de gants pouvant se transformer en immenses poings).

### Iga Biva
Lors de sa première apparition en bande dessinée, Iga Biva était un ermite découvert à l'intérieur d'une caverne, censé représenter le futur de l'espèce humaine. Les auteurs italiens et français qui ont repris le personnage par la suite lui ont donné une autre origine, celle d'un extra-terrestre. C'est cette version qui est retenue dans le cadre de Mickey à Travers les Mondes. Iga est donc originaire de la planète Biva où il est un scientifique et aventurier de renom. La série donne une explication pseudo-scientifique aux "poches abyssales" légendaires du pagne d'Iga Biva: elles sont en fait reliées à un "bazar cosmique" où Iga entrepose tous les objets divers et variés dont il pourrait avoir besoin.

### Minnie Mouse
Minnie est l'éternelle spectatrice des aventures de Mickey et Iga, qui sont retransmises, pour une raison inconnue, sur sa télévision. Mais elle ne reste pas inactive longtemps: dès le troisième épisode (L'embarquement pour Cyberre), elle se manifeste auprès de Mickey et Iga sous forme d'hologramme. Dans l'épisode 7 (Opération Vice-Versa), elle repousse une invasion de motards extra-terrestres menés par Pat Hibulaire. Elle retrouve brièvement Mickey et combat à ses côtés dans l'épisode 9 (L'Invasion des Profanateurs de Télévisions), et enfin, dans l'épisode 11 (Minnie à Travers les Profondeurs), les rôles sont inversés: Minnie mène une aventure dans le triangle des Bermudes en compagnie d'Eurasia Toast tandis que Mickey et Iga l'observent sur leur propre écran de télévision.

## Personnages secondaires
- Professeur Mirandus
- Les Atomini
- Le Fantôme noir
- Ratino

## Liste des épisodes
Source: Index des épisodes sur le site INDUCKS
1. Le Colosse de l'Espace (Paru dans le Journal de Mickey n°2775 - Août 2005)
2. La Guerre des Oreilles (Paru dans le Journal de Mickey n°2792 - Décembre 2005)
3. L'embarquement pour Cyberre (Paru dans le Journal de Mickey n°2806 - Mars 2006)
4. Le Suaire des Ténèbres (Paru dans le Journal de Mickey n°2819-2820 - Juin 2006)
5. La Planète des Cerveaux (Paru dans le Journal de Mickey n°2828-2829 - Août 2006)
6. La Planète des Gens Joyeux (Paru dans le Journal de Mickey n°2844-2845 - Décembre 2006)
7. Opération Vice-Versa (Paru dans le Journal de Mickey n°2857 - Mars 2007)
8. La Roue du Cerbère (Paru dans le Journal de Mickey n°2871-2872 - Juin 2007)
9. L'invasion des Profanateurs de Télévisions (Paru dans le Journal de Mickey n°2879-2880 - Août 2007)
10. Le Yin et le Yang (Paru dans le Journal de Mickey n°2908 - Mars 2008)
11. Minnie à Travers les Profondeurs (Paru dans le Journal de Mickey n°2923-2924 - Juin 2008)